# Žytkavický rajón
Žytkavický rajón (bělorusky Жыткавіцкі раён, ukrajinsky Житковицький район, rusky Житковичский район) je územně-správní jednotkou na západě Homelské oblasti v Bělorusku. Administrativním centrem rajónu je město Žytkavičy (bělorusky Жыткавічы, rusky Житковичи).

## Geografie
Rozloha rajónu je necelých 2 917 km², z toho 55,7% území zaujímají lesy — převážně borovice a olše, asi 14% připadá na řeky, jezera, mokřady a umělé nádrže a 24,1 % zabírá zemědělská půda. Rajón hraničí s Petrykaŭským a Lelčyckým rajónem v Homelské oblasti, se Stolinským a Luniněckým rajónem v Brestské oblasti a také s Ljubanským a Salihorským rajónem v Minské oblasti.
Na jihu rajónu se rozkládá národní park „Prypjacki“, který je součástí státní krajinné rezervace „Střední Pripjať“, dále rezervace „Turaŭski luh“ , Leninská lovecká rezervace a Žytkavická biologická rezervace.
Přes území rajónu protékají hlavní vodní toky běloruského Polesí, nejdůležitější je řeka Pripjať a její Sluč, Scviga, Skrypica a Navuc. V rajónu se nachází mnoho jezer, například Čyrvonaje (Červené jezero, největší jezero v Polesí), Bjelaje, Najda, Vuscečyna a další.
Jsou zde velká naleziště ropných břidlic, hnědého uhlí, stavebního kamene, hlíny, rašeliny, soli a malé zásoby kovů vzácných zemin. Známé zásoby rašeliny jsou odhadovány na 126 700 000 tun, kaolinu na 17 700 000 tun, ropných břidlic na 1 181 000 000 tun a soli na 1 400 000 000 tun.

## Historie
Rajón byl součástí Minského vojvodství, po dělení Republik obou národů se stal součástí Minské gubernie, kde byl nejprve součástí Davyd-Haradockého újezdu a poté Mozyrského újezdu.
Dne 17. července 1924 byla Žytkavická volosť přejmenována na Žytkavický rajón. Žytkavičy bylo dlouho jen městečkem, ale 27. září 1938 získalo statut obce. Současné hranice rajón získal v roce 1962.
V říjnu 1971 Žytkavičy obdrželo status města.
Rajón byl významně ovlivněn havárii Černobylské jaderné elektrárny z roku 1986 a povodněmi v roce 1993.
V roce 1992 bylo v rajónu obnoveno Turaŭské a Mazyrské biskupství, které bylo založeno v roce 1005 krátce po svěcení Rusi.

## Obyvatelstvo
V rajóně žilo k roku 2012 celkem 40 838 obyvatel, z toho v městských oblastech žilo 18 700 osob (15 800 ve městě Žytkavičy a 2 900 ve městě Turaŭ). Hustota obyvatelstva činí 13,5 obyvatel na km².
Ze sčítání lidu z roku 2009 vyplynulo, že 95.1 % obyvatelstva jsou Bělorusové, 2,7 % Rusové a 1,1 % Ukrajinci.

## Vzdělávání a kultura
Rajón má 7 základních a 21 středních škol. Ke kulturním institucím v Žytkavickém rajónu patří 52 klubů a 39 knihoven, 3 umělecké školy, 1 dětská hudební škola a Turaŭské muzeum.

## Ekonomika
Hlavními společnostmi jsou Žytkavický závod na výrobu motorů, závod na výrobu rašelinových briket «Čjevonoje», «Ljespromchoz», «Ljeschoz» a Turaŭská konzervárna.
Páteří ekonomiky v rajónu je zemědělství. Žytkavický rajón se specializuje na výrobu mléka, masa, obilí, brambory, kukuřice, cibule a hrášku.
Zemědělská půda pokrývá 52 835 hektarů a orná půda pokrývá 23 069 hektarů. Celkové množství hovězího dobytka v zemědělských závodech rajónu čítá asi 23 300 zvířat, z toho prasat asi 2 900 kusů. V rajóně fungují také pokusná rybářství «Bjeloje» a «Krasnaja Zorka».

## Doprava
Dopravní infrastruktura se skládá ze železniční tratě Brest — Homel, ze silničního spojení  Kobryn — Homel, P88 Žytkavičy — Davyd-Haradok — Stolin — ukrajinská hranice, P128 Turaŭ — Lelčycy — Slovječno. V rajóně se nachází malá část silničního spojení P23 Minsk — Mikašjeviči. Na řece Pripjať je možno použít i vodní dopravu.
V roce 1986 byl v blízkosti obcí Borki a Černicy přes řeku Pripjať postaven most s délkou více než jednoho kilometru, který propojil obě části rajónu a hraje obrovskou roli v jednotě regionu.

## Významní rodáci
- Navum Salamonavič Perkin (bělorusky Навум Саламонавіч Перкін, * Turaŭ) — běloruský a sovětský literární vědec, literární kritik, spisovatel, doktor filologie a profesor.